# SC-SA-6
La SC-SA-6 es una carretera perteneciente a la Red de Carreteras Sin Clasificar de la Junta de Castilla y León. Se trata del tramo de la Provincia de Salamanca de la antigua carretera que unía las localidades de Monleras y Carbellino, que anteriormente se denominaba como SA-312 en el lado salmantino, y ZA-312 en el tramo de la Provincia de Zamora (Actual  SC-ZA-3 ). Esta carretera quedó cortada por la construcción de la Presa de Almendra, ya que por el crecimiento del nivel del Río Tormes quedó bajo las aguas un tramo de varios kilómetros.

## Origen y Destino
La carretera  SC-SA-6  tiene su origen en el término municipal de Monleras en la intersección con la carretera  SA-302 , y termina en Villaseco de los Reyes, en el inicio de la zona inundable de la  Presa de Almendra  formando parte de la Red de carreteras de Salamanca.